# アリエスの乙女たち
『アリエスの乙女たち』（アリエスのおとめたち）は、里中満智子作の少女漫画。1973年より『週刊少女フレンド』（講談社）にて連載された。
1987年に南野陽子、佐倉しおりのダブル主演でテレビドラマ化され、大映テレビ制作の連続テレビドラマ作品としてフジテレビ系列で放送された。

## 漫画

### あらすじ
名門の私立の高校へ転校してきた水穂路実。そこで同じおひつじ座（アリエス）生まれの久保笑美子と出逢う。対照的な性格の2人。やがて、路実は問題児の結城司、笑美子は優等生の磯崎高志と恋に堕ちるが、過酷な運命に翻弄されていく。真実の愛を求め、彷徨うそれぞれの愛の行方を描いた物語。

### 登場人物
久保笑美子（くぼ えみこ）
主人公。3月22日のおひつじ座生まれ。仰星学園の1年4組、演劇部所属。子供っぽい性格で、性に関して潔癖症。高志を理想の男性像としてあこがれを抱いていたが、次第に同性である路実に心惹かれるようになる。実は路美の異母妹。
やがて高志と交際するようになるが、両親から交際を反対され別の男性と無理矢理結婚させられそうになるが、転勤になる高志の元へ走り同棲・結婚することに。
水穂路実（みずほ ろみ）
もう1人の主人公。笑美子と同じ仰星学園1年4組に転入してきた。昭和32年4月3日生まれのおひつじ座。さばさばとしていていて、我を通す性格のため、敵も多い。馬術部。愛馬の名はエレクトラ。実は笑美子の異母姉。
高志に惹かれ、初めてのキスをするがやがて司に惹かれていることに気付き、笑美子にこの恋を譲り、司に告白。しかし、敬子が司の子を妊娠したことで別れることとなるも、一生彼を愛し続けることを誓う。
エレクトラ
パリから連れてきた路実の愛馬。大会前に捻挫をしたが、無理をして出場したために怪我が悪化して死亡。
結城司（ゆうき つかさ）
札付きの不良少年。仰星学園の2年5組。自身の姉が高志の父にもてあそばれたことに強く批判している。「愛とは奪うこと」と信じている。高志と殴り合いのけんかをした末、高校を退学。陶芸家に弟子入りする。
路実を愛するようになるも、敬子が自身の子を妊娠したことで別れることに。しかし、お互いに忘れることができず後に敬子と離婚。最終回で、路実と結ばれた。
司の姉
司の姉で編集者だった。既婚の小説家だった高志の父から求婚され、信じていたが捨てられてしまい、以来病弱になって寝込んでいる。
それでも司の結婚式には参列するまでに回復。意に染まない結婚をした弟に心を痛め、路実に対し「愛しているなら司を奪ってしまうのよ!!」と彼女に訴えた。
水穂マキ（みずほ マキ）
パリ帰りのデザイナー。パリ在住時、英美子の父と結婚していたが、1年で離婚。おなかにいた路実を1人で育てる。活発で男性にもてるが、未だに笑美子の父を愛している。
物語中盤、フランス人男性と略奪婚することになるも相手の男性が妻の元へ戻ってしまい、自殺同然に交通事故死。
磯崎高志（いそざき たかし）
仰星学園馬術部キャプテンで生徒会長、ばつぐんの成績を誇る優等生。女子生徒のあこがれ。小説家の父親が女性にだらしないため、「愛とは守ること」「一生をかけて一人の女を愛し抜く」と決めていたが、笑美子と路実の2人を同時に愛し、2人の間で心が揺れるようになる。
そんな自身の姿を見た司から「路実とエクボ（笑美子）のどちらが好きなのか」と問い詰められた末に、大ゲンカになる。のちに父親が不倫（司の姉とは別の女性）の末、心中してしまい慰謝料支払いのため大学進学を諦め、就職。のちに笑美子と同棲⇒結婚する。
大室（おおむろ）
仰星学園の体育教師。笑美子と路実が所属する1年4組の担任、馬術部顧問。来栖と噂になっていたが、次第に路実に心惹かれるようになる。
来栖（くるす）
仰星学園の教師。大室とは恋仲だと噂されていたが、路実に彼を奪われるのではないかと不安に感じている。
東（あずま）
馬術部の先輩。路実と衝突し、彼女の味方をした高志に反発し、馬術部をボイコットするなど嫌がらせを続ける。
津川敬子（つがわ けいこ）
仰星学園の生徒。不良少女。司を愛しているが体だけの関係で振り向いてもらえず、彼が想いを寄せる路実をライバル視している。
のちに司の子を妊娠・結婚するが彼が未だに路実を愛していることを知り、嫉妬の末子供を彼女のマンションへ置き去り、「路実が誘拐した」と冤罪を着せた末、司と離婚。
笑美子の父
笑美子の父。パリに駐在していたことがあり、当時マキと結婚していた。離婚後帰国し、小夜子と見合い結婚。ワインはシャトーロサンセグラが好き。
久保小夜子（くぼ さよこ）
笑美子の母。お見合いで結婚した。いつも和装をしている。夫に忘れられない女性がいるのではないかと不安に思っている。
高志の父
高志の父で小説家。自身は既婚者であるにもかかわらず司の姉に結婚を申し込み、あっさり捨てるなど、女性に対して奔放。
後に、別の女性と心中してしまう。
柴田（しばた）
仰星学園の演劇部所属の生徒。発表会でロミオ役を演じるが、平凡な容姿のためジュリエット役の笑美子から嫌がられてしまう。

## テレビドラマ
- 放送期間：1987年4月8日 - 9月23日
- 制作：大映テレビ、フジテレビ
- 放映曜日：毎週水曜日
- 放映時間：20:00 - 20:54

長年東映や大映で監督を務めてきた竹本弘一にとって、最後の監督作品となった。

### あらすじ
アリエス… 天翔る金色の牡羊。その星の運命（さだめ）… 愛のためなら死ぬ事さえ喜び。見極めてみたい、そんな愛を…。（オープニングナレーションより）
名門私立・仰星高校に、パリからの帰国子女である水穂薫（名前を原作の水穂路実から変更）が転校してくる。薫は愛馬エレクトラに乗り颯爽と馬術部に現れ、大会への選手として抜擢されたことから、部員たちの反感を買ってしまう。校内で何かと注目される薫に、クラスメートで演劇部員の久保恵美子（原作では笑美子）は憧れる。また、生徒会長で馬術部主将の磯崎高志、不良グループのリーダー格である結城司、馬術部顧問教師の大下直樹らは薫に心ひかれていく。
薫と恵美子は、ほぼ1年違いのおひつじ座（アリエス）同士でお互いシンパシーを感じ合う。実は2人は異母姉妹だった。ファッションデザイナーの母、水穂マキは恋人・久保哲也と別れる直前に薫を妊娠していた。マキはシングルマザーとなり薫を出産。マキと別れたのちに別の女性（恵美子の母）と結婚した哲也は娘・恵美子をもうける。彼女たちは過酷な運命に翻弄されながらも、励まし合い、ひたむきに愛を貫こうとする。
薫が馬術大会の選手に選ばれたことで馬術部の先輩部員は薫を敵対視し、部室に薫と司を閉じ込めてしまう。司は薫を組み伏せるが、「男の言葉なんか信用するな」と薫に言い、何もせず2人は夜を明かした。このことはたちまち学校内で噂になり、学校長は薫を校長室に呼び出す。しかし学校長は「何もなかった」という薫の言葉を信用した。
馬術大会で薫はエレクトラに致命傷を負わせてしまい、泣く泣くエレクトラを安楽死させる。薫は磯崎に思いを寄せるようになるが、薫は恵美子にこの恋を譲り司に愛を告白。司の姉・小百合は磯崎高志の父・淳一郎と不倫関係にあったが、小百合は捨てられてしまう。司は高志に「お前は恵美子と薫どっちが本当に好きなんだ？ふたりに俺の姉貴と同じ思いをさせたくない」と高志に殴りかかる。「薫さんも恵美子さんもどっちも同じくらい好きだ」という高志に、司はさらに殴り続けた。司が高志を半殺しにしたと噂は広まり、司は高校を退学することとなった。
司は陶芸家を志し、長谷川に弟子入りする。身体の関係を持っていた司の元彼女・津川敬子が司の子を妊娠。司ははじめ結婚を承諾しなかったが、敬子は結婚してくれなかったらお腹の子供と一緒に死ぬ、と踏み切りの中に入り自殺しよう（原作では歩道橋の上から飛び降りようとしていた）とする。司は必死で踏切から引きずり出し、敬子との結婚を決意する。その頃、薫は母・マキが再婚することになり新たな生活が始まる。
マキの結婚祝いのプレゼントを買いに来たデパートで、司と再会を果たした薫。言葉も無く、見つめ合う2人。だがその様子を、敬子が見ていた。泣きながら走り出す、敬子。足を踏み外し、流産の危機に。病院に搬送され、医師から「早産の危険がある」と告げられる。
病室で薫は敬子から、自分は母親を早くに亡くし父親の再婚相手に育てられたこと、中学時代その養母が妊娠するも自身に気を使い中絶して父親に責められているのを目撃し、非行に走ったこと、司と出会い運命を感じたことを話して「司を私から、とらないで……」と薫に涙ながらに打ち明ける。
敬子は無事に、男の子を出産する。だが未だに司が薫を想い続けていることに嫉妬した敬子は、薫のマンションに子供を置き去りにしてしまい、薫が誘拐したと警察に通報。薫は逮捕されてしまうが、敬子の狂言であることが明らかになり、薫は釈放された。
司は工房でバーナーの異常に気づかず釜が大爆発を起こし、失明してしまう。司は師匠から、破門を言い渡される。小百合を捨て別の女性と付き合い始めた淳一郎は女と心中してしまう。賠償金の支払いなどにより、磯崎は進学をあきらめ就職。恵美子は磯崎と交際していたが、両親に反対されて他の男性と無理矢理結婚させられそうになっていた。磯崎は転勤になることを告げ、「自分が本当に好きなら、東京駅に来てくれ」と恵美子に告げる。恵美子は家を飛び出し、磯崎の元へ行く。やがて恵美子は妊娠。司は高志に「そうか、お前も親父になるのか」と2人の結婚を祝福した。
仰星高校では、薫の不倫と恵美子の同棲が問題視されていた。校長室に呼び出された２人は退学することを告げ、学校を後にした。敬子は薫と司を憎み続けることに疲れ、司と離婚。息子・大介は司に引き取られる。
司は陶芸家として独立し、薫は「口がきけないおばさん」として手を薬品でボロボロにしてばれないようにして司の世話をすることに。司は苦労をかけたくないと別れようとするが、長谷川と娘・千草（原作では千尋）に「苦労することすら、愛する人のためなら喜びなのだ。」と諭されて薫と共に生きることを決意する。作品を完成させて「この壷は、お前だ。薫……」とおばさんの正体に気付いていたことを話し、ついに2人は結ばれる。

### キャスト
水穂薫
演 - 南野陽子
4月3日生まれの牡羊座の少女。母・マキと共にパリから帰国し、仰星高校2年A組に転入してくる。パリにいた頃から愛馬・エレクトラで馬術を嗜んでおり、転入直後に高校の馬術部に入部する。気が強く男の子っぽい性格で不良生徒や教師にも気後れすることなく堂々と意見を述べる。また、周りの男たちに好意を持たれるような思わせぶりな言動を取っているが、この行動を自覚しているかは不明。母との仲は非常によいが2人きりの生活のため、心の中では一家団欒というものに憧れている。その後司を愛する気持ちに気づき、ひたむきに深い愛情を注ぎ始める。
久保恵美子
演 - 佐倉しおり
牡羊座生まれのもう一人の少女。誕生日は3月22日。高校は薫と同じクラスの生徒で、席は隣同士。司からは「えくぼ」のあだ名で呼ばれる。所属する演劇部では、冒頭の「ロミオとジュリエット」でヒロイン役を任されるなど目立つ存在。そこそこ裕福な家の娘なこともあり清楚なお嬢様タイプ。作中では、転入してきた薫に強く惹かれ、一見すると同性愛と見間違うぐらい彼女を慕い始める。比較的内気な性格だったがその後高志を愛する気持ちに気づき、徐々に強い意志を持つようになり彼と添い遂げようとする。

#### 薫、恵美子と関わる主な人たち
結城司
演 - 松村雄基
高校3年生で校内一の不良生徒。転入してきた男勝りな薫が気になりちょっかいを出し始める。仲間とともに学校で好き勝手な行動をしては、周りとよくトラブルになっている。姉思いな一面もあり根は悪くなく、高志からは「不良だが卑怯なことはしない」、薫からは「あなたほど自分の心に素直に生きている人はいない」とも評される。子供の頃から陶器が好きで、花についてもそこそこ詳しい。好きな食べ物はムニエル。後日陶工・長谷川に弟子入りを志願し焼き物作りに携わるようになるが、作業中の事故で目が見えなくなる。
磯崎高志
演 - 石橋保
高校3年生。高校の生徒会長で学年で一番成績優秀。馬術部キャプテンで、高校馬術界で屈指の乗り手とされる。恵美子に好意を寄せてきたが、思わせぶりな態度の薫に心がゆらぎ始める。正義感に溢れ勇敢で誠実な性格である一方、薫から「物事を真面目に考えすぎる所が欠点」と評され、意外と打たれ弱い一面も持つ。母親思いで、不倫をする父淳一郎のことを嫌っているが、自身も薫と恵美子の間で気持ちが揺れていることに悩み始める。その後池袋の小さな商事会社の営業社員として就職する。
津川敬子
演 - 相楽ハル子
高校2年生で薫、恵美子と同じクラスに所属。司のグループと時々つるんでおり、これまでに何度か彼と男女の関係を持ってきた。しかし、薫が転校してきた頃から司から素っ気ない態度を取られたことで彼女に激しく嫉妬し、彼の心を取り戻そうと色々と策略をめぐらす。思い込みと嫉妬心がかなり激しい性格でずる賢いが、ある意味司を想い続ける一途な人物とも言える。その後司の子を妊娠したことで彼との結婚にこぎつけ、赤ん坊(だいすけ)を産むが彼との夫婦生活や慣れない育児にストレスが生じる。

#### 薫の母と愛馬
水穂マキ
演 - 野川由美子
薫の母。花形デザイナー“マキ水穂”として活動している。薫が高校3年生の8月頃の時点で、自身は43歳。シングルマザーとして薫を育てており、日本に帰国後世田谷区成城のマンションで生活を始める。朗らかな性格で薫とは時々冗談を言い合いながら明るい母子家庭を築いているが、内心仕事で忙しくてあまりかまってあげられない娘を不憫に思っている。薫とその実父である哲也から父子関係を疑われるが、お互いの家庭に波風を立てないよう否定し続ける。中盤で1ヶ月ほど海外旅行に出かける。ワインが好きで、シャトー・ラトゥールを愛飲している。恋多き女で、その後薫に恋を全うすることの意味を伝えようとする。
エレクトラ
薫の愛馬。パリにいた数年前にマキが薫の父親のいない寂しさを紛らわせるために、子馬だったエレクトラを買ってあげた。愛馬の名前は、薫によってギリシャ悲劇の王女エレクトラから名付けられた。マキによると「薫にとってエレクトラは一心同体のような存在」とのこと。馬術の障害物のバーを130cmの高さを跳ぶぐらい跳躍に優れている。薫に連れられ高校の馬術部のきゅう舎で過ごし、後日彼女と共に高校馬術大会に出場する。

#### 恵美子の両親
久保哲也
演 - 若林豪
恵美子の父。製薬会社の専務。家族の仲が良く、特に恵美子との親子関係がとても良好で休日に娘と2人で遊園地に行ったり、平日でも学校で何かあれば都合をつけて娘の様子を見に行くなどしている。実はマキの元夫で20年近く前に結婚生活を送っていたが、お互いの気持のすれ違いから短期間で離婚した過去がある。ある日高校で出会った薫から“久保のおじ様”と慕われたことでたまに食事をするなど親しくなるが、徐々に「薫は自身とマキの子ではないか」と疑い始める。フレンチトーストを作るのが得意。
久保小夜子
演 - 梶芽衣子
恵美子の母。これまで哲也と恵美子と幸せに暮らしてきたが、ある日マキ・薫母子と“娘の友達とその親”として出会うがその時夫の態度に違和感を覚える。仲人から哲也の前妻だったマキの話を聞き、それ以来「夫はマキ、薫と外で会っているのでは？」と疑い、時々こっそり夫の後をつけるようになる。また、高志が家庭の事情で高校卒業後に就職した後恵美子が彼を愛するようになってからは、娘に苦労をさせまいと2人の交際を辞めさせるため行動を起こす。得意料理は、チキンロール。

#### 司、高志、敬子の家族
結城小百合
演 - 大場久美子
司の姉。編集者として働いているが、淳一郎とは仕事の関係だけでなく不倫関係にある。過去に両親を旅行中の飛行機事故で亡くし、その補償金と自身の少ない収入でなんとか司の学費や生活費を工面してきた。淳一郎との不倫を辞めるよう司から言われているが、「大人の恋愛に口出ししないで」と拒否し彼に尽くそうとする。その後司と薫が相思相愛の仲と気づきながらも、弟が敬子を妊娠させた責任を取って結婚したことを受け入れ、甥・だいすけの面倒を見ながら弟夫妻と同居生活を送る。
磯崎淳一郎
演 - 中尾彬
高志の父。あまり売れていない小説家。小百合との不倫を快く思わない司から嫌悪され、高志からも嫌われている。女好きで自己中心的な性格で「愛は移ろいやすいもの。私は常に新しい愛を求める」との持論を持つ。富山県出身で、奥多摩の渓谷が故郷に似ているとのことで時々川釣りに訪れている。その後小百合と別れて新たに由香と付き合い始める。
磯崎志乃
演 - 奈月ひろ子
高志の母。高志のことを「高志さん」と呼んでいる。女好きで家庭を顧みない淳一郎に心を痛めながらも、高志に支えられ何とか良き妻を演じようとする。しかし徐々にその疲れのせいで情緒不安定になり体調も優れなくなり床に伏せるようになる。その後自身の世話をしたり、家事を手伝いに来てくれる恵美子を慕うようになる。
敬子の両親
演 - 津川隆造（平泉成）、隆造の妻（結城美栄子）
敬子の父と後妻(敬子にとって継母)の3人家族で、自宅で何かの自営業をしている。
隆造はもちろんのこと、後妻も敬子のことを実の娘のように大切に育ててきた。夫婦はいつも敬子の味方をしているが、2人とも短気な性格で口が悪い一面がある。敬子が司の子を妊娠したと知ったあと彼に責任を取って結婚するよう迫り、結婚後も色々と娘の相談に乗るが薫のことを「敬子と司の夫婦生活を邪魔する存在」として敵視し始める。

#### 薫の高校関係者
芝園道代
演 - 初井言榮
私立の名門進学校である仰星高校の校長。大会7連覇中で「馬術の仰星」との呼び声高い伝統ある馬術部に大きな期待を寄せている。冷静沈着な性格で不良生徒にも動じないため、司からも一目置かれている。長年教師生活を送ってきた経験から、生徒が嘘をついているかは目を見れば分かると自負している。校内で起きる様々な問題を生徒や教師に意見を聞きながら解決に導こうとする。その後卒業式では、壇上から高志たちに夢を持つことの大切さを語る。
大下直樹
演 - 宅麻伸
原作の大室に当たる人物。2年A組(薫のクラス)担任。体育教師で馬術部顧問。年齢は25歳ぐらい。喜怒哀楽がはっきりした性格の熱血漢タイプで、強豪の馬術部を率い高志たちに熱のこもった指導をしている。順子と交際しており校内のひと気ない場所でイチャついている。薫とはただの教師と生徒として過ごしていたが、「ロミオとジュリエット」の公演で助っ人で主人公を演じた彼女に魅了される。その日を境に薫を異性として意識しだし、次第に彼女に気持ちが傾いていく。
来栖順子
演 - 佐藤万理
直樹の婚約者。数学教師。演劇部顧問。校内での演劇部公演を数日後に控えた頃に「ロミオとジュリエット」のロミオ役の生徒が体調不良になってしまい、恵美子つでに薫が以前パリの日本人学校でロミオ役の経験があると知り助っ人を頼む。しかしこの公演がきっかけで大下が薫に心を奪われ始めたことに気づき、それまで良好な関係だった彼女に敵対心を持ち始め、公私混同もお構いなしに授業でも厳しく接し始める。
東涼子（ひがし）
演 - 速川明子
馬術部3年生部員。女子部員のリーダー的存在。入部初日に薫が「私はエレクトラにしか乗らない」と言ったことを生意気と感じたのを皮切りに、後日馬術大会メンバーに薫が選ばれたことに腹を立て同級生と退部騒動を起こす。
土井弓子
演 - 松本明子
馬術部3年生部員の一人。同級生部員と部活や登下校を共にしており、高校の生徒や教師たちの噂話などを楽しんでいる。涼子と同じく薫を良く思わず、3年生部員一丸となって彼女に嫌味を言ったり裏で敬子と手を組んで嫌がらせをする。
宮崎守
演 - 唐沢潔 （現 唐沢寿明）
不良生徒で司の取り巻きの一人。司を含めて7人ほどの仲間で学校内を我が物顔で過ごし、周りから鼻つまみ者として煙たがられている。先述の通り仰星高校は進学校だが、司を含めて勉強ができるタイプの不良なのかは不明。ある日敬子にそそのかされて、仲間と共に馬術部のきゅう舎に忍び込みエレクトラを連れ出し痛めつけようとする。

#### その他の主な人たち
長谷川信吉
演 - 高橋昌也
陶芸家で、長谷川欣吾（きんご）の名で活動している。自然に囲まれた場所の自宅の離れの工房で陶器製作をしている。弟子を取らない主義だったが、ある日工房を訪ねてきた司から弟子入りを志願され、「物を頼む態度ではない」と断るも、数日後千草の助言もあって入門を認める。焼き物には作る者の心が現れると感じており、未熟で日によって心が乱れる司に厳しい眼差しで陶器製作を教え始める。焼き物作りには妥協を許さない人物だが思慮深い性格で洞察力に優れ、その後陶芸を通して生きるとは何かを伝えようとする。
長谷川千草
演 - 藤代美奈子
信吉の娘。信吉の工房で雑務を手伝うなどしている。信吉と同じくいつも和装で過ごしている。信吉に弟子入りを願う司が1カ月間粘り強く通い詰めたことに陶芸への強い熱意を汲み取り父に弟子入りを認めるよう口添えする。控え目な性格で揉め事が嫌いなため、陶工見習いとなった司が信吉から罵倒されたり意見を衝突させる時にいつも司をかばったり仲裁役となっている。ほどなくして司に好意を寄せ始めるが、薫や敬子の存在を知り自身の気持ちをひた隠しにしながら温かく彼を見守る。
新谷由香（しんたに）
演 - 桂木文
文生出版の編集部社員。淳一郎が小百合と別れた後に付き合い出す不倫相手。ある時淳一郎の愛人だった小百合の存在を知り、一方的に「私の方が淳一郎を愛している」と対抗意識を燃やし始める。図太い神経の持ち主で、ある夜酔った淳一郎に連れられて磯崎家に訪れて高志から帰るよう告げられても意に介さないなどの強気な態度を見せる。後日淳一郎から「一緒に死んでほしい」と言われて、2人で失踪騒動を起こす。
雨宮（あめみや）
演 - 深水三章
パリ在住の画家。本作中にパリを旅行したマキと出会い、彼女が紛失したパスポートの再発行の手続きをしたことで親しくなる。パリにフランス人らしき妻と幼い子供がいるが、マキと共に日本に帰国し不倫関係となる。その後離婚してマキと再婚するか、彼女と別れて妻子が待つパリに戻るかの選択を迫られる。
徳永マミ
演 - 城源寺くるみ
ナレーター：来宮良子

### スタッフ
- 企画 - 春日千春（大映テレビ）、重村一（フジテレビ、第1話のみ）
- プロデューサー - 柳田博美・千原博司（大映テレビ）、中尾嘉伸（フジテレビ）
- 脚本 - 長野洋、大原清秀
- 音楽 - 菊池俊輔
- 撮影 - 浅井宏彦、横手丘二
- 照明 - 伊藤裕二
- 美術 - 本田衛
- 編集 - 本間元治
- 効果 - 東洋音響
- 衣裳 - 富士衣裳
- 録音 - アオイスタジオ
- タイトル - デン・フィルム・エフェクト
- 現像 - 東京現像所
- 監督 - 土屋統吾郎、竹本弘一、岡本弘
- 製作 - フジテレビ・大映テレビ株式会社

### 主題歌
- 『A・r・i・e・s』唄：柏原芳恵（東芝EMI）
  - 作詞：阿久悠、作曲：林哲司、編曲：船山基紀

### サブタイトル
| 各話   | 放送日        | サブタイトル                         | 脚本           | 監督           |
| ------ | ------------- | ------------------------------------ | -------------- | -------------- |
| 第1話  | 1987年4月8日  | 魔性の瞳                             | 長野洋         | 土屋統吾郎     |
| 第2話  | 1987年4月15日 | これが愛?                            | 大原清秀       | 土屋統吾郎     |
| 第3話  | 1987年4月22日 | 二人だけの夜                         | 長野洋         | 竹本弘一       |
| 第4話  | 1987年4月29日 | 恋のスクランブル                     | 大原清秀       | 竹本弘一       |
| 第5話  | 1987年5月6日  | 親たちの秘密                         | 大原清秀       | 岡本弘         |
| 第6話  | 1987年5月13日 | 恐ろしい破局                         | 長野洋         | 岡本弘         |
| 第7話  | 1987年5月20日 | 真昼の決闘                           | 長野洋         | 土屋統吾郎     |
| 第8話  | 1987年5月27日 | 男の決着                             | 大原清秀       | 土屋統吾郎     |
| 第9話  | 1987年6月10日 | 愛なき妊娠                           | 大原清秀       | 竹本弘一       |
| 第10話 | 1987年6月17日 | たった一人の結婚式                   | 大原清秀       | 竹本弘一       |
| 第11話 | 1987年6月24日 | 私の全て捧げます                     | 大原清秀       | 岡本弘         |
| 第12話 | 1987年7月1日  | 私は愛人?                            | 長野洋         | 岡本弘         |
| 第13話 | 1987年7月8日  | 陰の女                               | 長野洋         | 土屋統吾郎     |
| -      | 1987年7月15日 | メイキング・オブ・アリエス（番外編） | 岩井晃（構成） | 岡本弘（演出） |
| 第14話 | 1987年7月22日 | 恐ろしい宣告                         | 長野洋         | 土屋統吾郎     |
| 第15話 | 1987年7月29日 | 神よ! 私に暗闇を                     | 大原清秀       | 竹本弘一       |
| 第16話 | 1987年8月5日  | 檻の中の愛                           | 大原清秀       | 竹本弘一       |
| 第17話 | 1987年8月12日 | 私の名は不倫少女                     | 大原清秀       | 岡本弘         |
| 第18話 | 1987年8月19日 | 花嫁となる夜                         | 長野洋         | 岡本弘         |
| 第19話 | 1987年8月26日 | 母の遺言                             | 長野洋         | 土屋統吾郎     |
| 第20話 | 1987年9月2日  | 召しませ我が命                       | 長野洋         | 土屋統吾郎     |
| 第21話 | 1987年9月9日  | 悲しき化身                           | 大原清秀       | 竹本弘一       |
| 第22話 | 1987年9月16日 | 愛しながら他人                       | 大原清秀       | 竹本弘一       |
| 第23話 | 1987年9月23日 | 輝ける愛の奇跡                       | 長野洋         | 岡本弘         |

### DVD
- アリエスの乙女たち 前編 ASIN: B0002IJPEM
- アリエスの乙女たち 後編 ASIN: B0002IJPEW

| フジテレビ 水曜日20時台 | フジテレビ 水曜日20時台 | フジテレビ 水曜日20時台 |
| 前番組                  | 番組名                  | 次番組                  |
| ----------------------- | ----------------------- | ----------------------- |
| このこ誰の子?           | アリエスの乙女たち      | プロゴルファー祈子      |